# Josef Winternitz
Josef Winternitz, Pseudonym Josef Lenz (* 18. Februar 1896 in Oxford; † 22. März 1952 in London) war ein deutscher Ökonom und KPD-Funktionär.

## Leben
Winternitz war ein Sohn des österreichischen Indologen und Ethnologen Moriz Winternitz. Er studierte in Prag Philosophie, war Mitglied der tschechoslowakischen Sozialdemokratie (ČSSD) und später der Kommunistischen Partei (KSČ). 1923 ging er nach Deutschland und wurde hauptamtlicher Funktionär und Theoretiker der KPD. Er schrieb unter den Pseudonymen «Lenz» und «Sommer». Ab 1927 war er Kandidat des Zentralkomitees der KPD und ab 1929 Mitglied. 1933 emigrierte Winternitz in die Tschechoslowakei, 1939 nach England. 1945 bis 1948 war er Mitglied der KP Großbritanniens. Im September 1948 ging Winternitz nach Ostdeutschland zurück. Er schloss sich der SED an und wurde Professor an der Humboldt-Universität Berlin sowie Leiter der Abteilung Politische Ökonomie am Wissenschaftlichen Forschungsinstitut der Parteihochschule „Karl Marx“. Im März 1949 wurde er der erste Direktor des Marx-Engels-Lenin-Instituts. Ende Februar 1950 wurde er jedoch wegen angeblicher Unterstützung einer „Kampagne der Imperialisten und Tito-Agenten gegen Stalin“ entlassen.

### Umbau der Wirtschaftswissenschaften an der Humboldt-Universität
Ihrem Charakter nach begann die Wirtschaftswissenschaftliche Fakultät nach dem Krieg als auf die kapitalistische Marktökonomie bezogene Lehreinheit. Außer den dominierenden Vertretern der traditionellen "bürgerlichen" Betriebswirtschaftslehre gab es nur Jürgen Kuczynski und einige weitere Lehrbeauftragte unter den Dozenten. Gegen Bruno Rogowsky und Konrad Mellerowicz wurden regelrechte Kampagnen von Seiten der Studenten gestartet, die sich auch der Störung der Lehrtätigkeit durch provokative Wandzeitungen bedienten. Die SED-und-FDJ-Hochschulgruppen, die zu dieser Zeit keineswegs eine dominante Bewegung unter den Studenten darstellten, traten hierbei durch besonderes Engagement hervor. Winternitz, 1950 zum Dekan der Fakultät gewählt, verfasste Artikel gegen Mellerowicz und gab der zuvor noch studentischen Kampagne damit die nötige offizielle Unterstützung. Außerdem tat er mit der Durchsetzung einer neuen Studienordnung im Wintersemester 1949/50 den entscheidenden Schritt zum vollständigen Umbau der Fakultät, der unter dem Dekanat von Kuczynski konsequent weiter betrieben wurde.
Als er im April 1951 aufgrund einer schweren Erkrankung seiner in London lebenden Frau seine Professur zurückgab (er war schon im Jahr zuvor nach London übergesiedelt), tat er dies "mit dem allergrößten Bedauern". Einer anderen Darstellung zufolge sei er "wegen drohender Verhaftung" aufgrund seiner Parteinahme für die Tito-Kommunisten in der Zeitschrift Einheit 1951 wieder nach England übergesiedelt.

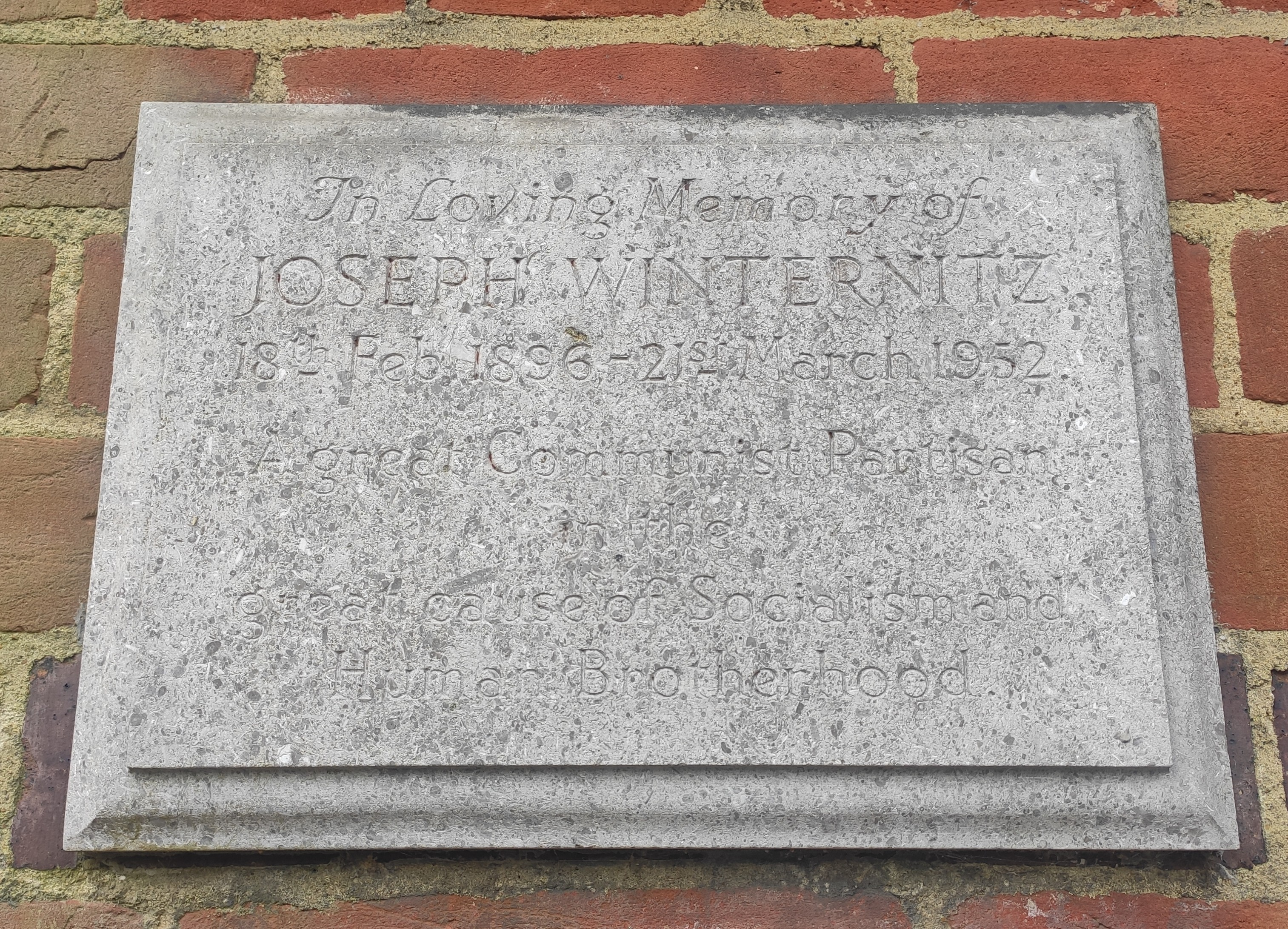
Winternitz gewidmete Gedenktafel im Golders Green Crematorium

Er wurde im Golders Green Crematorium kremiert.

## Publikationen
- Relativitätstheorie und Erkenntnislehre. Eine Untersuchung über die erkenntnistheoretischen Grundlagen der Einsteinschen Theorie und die Bedeutung ihrer Ergebnisse für die allgemeinen Probleme des Naturerkennens. Teubner, Leipzig 1923.
- Was wollen die Kommunisten? Vereinigte Internationaler Verlags-Anstalt. Berlin 1927.
- Josef Lenz: Warum sind wir keine Pazifisten. In: Die Linkskurve. 1. Jg. Nr. 1, 1. August 1929, S. 3–7.
- Die 2. Internationale und ihr Erbe 1889-1929. Hoym, Hamburg 1930.
- Für eine freie deutsche Volkskultur. Kreibich, Prag 1936.
- Marxism and nationality. Lawrence & Wishart, London 1944.
- United Germany or divided Europe. London: British Council for German Democracy, London 1947.
- The problem of full employment. A Marxist analysis. Lawrence & Wishart, London 1947.
- Josef Winternitz: Value and Prizes: A Solution of the So-Called Transformation Problem. In: The Economic Journal. Band 58, Nr. 230, Juni 1948, S. 276–280.
- Lenin und die Agrarfrage in Deutschland. Dietz Verlag, Berlin 1949.
- Stalin und die nationale Frage. Dietz Verlag, Berlin 1950.